# Saadia Mosbah
Saadia Mosbah, née au début des années 1960 à Tunis, est une militante antiraciste tunisienne, présidente de l'association anti-raciste Mnemty (« Mon rêve »).

## Biographie
Saadia Mosbah est la sœur de Slah Mosbah et la tante de Sabri Mosbah. Native du quartier de Bab Souika à Tunis, son père est originaire de la région de Gabès et ses ancêtres paternels viendraient de Tombouctou (Mali). Devenue hôtesse de l'air puis cheffe de cabine à Tunisair, elle doit subir le racisme dans son milieu professionnel,. Après deux tentatives infructueuses de lancer une association avant la révolution de 2011, elle prend finalement la tête de l'association Mnemty et s'engage activement contre ce phénomène, qu'elle définit comme « quelque chose de silencieux, de rampant », et contre le déni du problème par les autorités tunisiennes.
En 2015, elle cherche à susciter un débat national sur ce sujet et obtenir la reconnaissance de l'esclavage comme crime contre l'humanité, tout en regrettant que la Constitution de 2014 soit imprécise sur les droits des minorités et la définition de la discrimination et que les Noirs tunisiens soient peu représentés au gouvernement et à l'Assemblée des représentants du peuple (pas de ministre en 2015 et une seule députée, Jamila Ksiksi).
Elle contribue par son action à la large adoption (125 voix sur 131) de la loi antiraciste le 9 octobre 2018, qui punit les propos racistes d'une peine maximale d'un an de prison et d'une amende pouvant aller jusqu'à 1 000 dinars (297 euros). Des sanctions plus lourdes sont prévues pour « l'incitation à la haine », « les menaces racistes », « la diffusion et l'apologie du racisme », la « création » ou la « participation à une organisation soutenant de façon claire et répétitive les discriminations ». Elle se félicite également, quelques mois plus tard, que la Tunisie proclame le 23 janvier comme la journée nationale de l'abolition de l'esclavage. Toutefois, en 2020, si elle signale que le silence a été rompu et que deux affaires judiciaires ont abouti à des jugements, elle pointe la lenteur des procédures et s'inquiète du manque d'intérêt politique pour ce sujet : « Nous n'avons pas constaté de volonté politique lors des dernières élections [présidentielle et législatives de 2019], personne n'a parlé du racisme. On retournerait même à la case départ en disant que c'est un faux problème [...] Il y a comme un retour au déni ».
Les militants anti-racistes tunisiens font cependant l'objet de campagnes diffamatoires hostiles à la présence de Noirs subsahariens sur le territoire, amplifiées fin 2022 par une campagne du Parti nationaliste tunisien, qui dénonce un prétendu « grand remplacement ». Le président Kaïs Saïed reprend cette idéologie en février 2023, ce qui entraîne une série d'attaques et d'expulsions de Subsahariens vers les frontières algérienne et libyenne. Les attaques antimigrants se répercutent sur les Tunisiens noirs. En mars 2023, elle dénonce la dérive du président Saïed, qui adopte le discours des secteurs racistes et populistes de la société tunisienne.
Le 6 mai 2024, elle est arrêtée et placée en garde à vue pour une durée de cinq jours, alors que l'association Mnemty est accusée sur les réseaux sociaux de comploter pour faciliter l'installation de migrants subsahariens en Tunisie.

## Distinctions
Elle reçoit en août 2023 d'Antony Blinken un prix couronnant son combat contre le racisme.